# Hungría en los Juegos Olímpicos de Tokio 1964
Hungría estuvo representada en los Juegos Olímpicos de Tokio 1964 por un total de 182 deportistas que compitieron en 17 deportes.  
El portador de la bandera en la ceremonia de apertura fue el atleta Gergely Kulcsár.

## Medallistas
El equipo olímpico húngaro obtuvo las siguientes medallas:
| Nombre                                                               | Deporte            | Competición                      |
| -------------------------------------------------------------------- | ------------------ | -------------------------------- |
| Oro                                                                  |                    |                                  |
| Tibor Pézsa                                                          | Esgrima            | Sable ind. M                     |
| Árpád Bárány Tamás Gábor István Kausz Győző Kulcsár Zoltán Nemere    | Esgrima            | Espada por eqs. M                |
| Ildikó Rejtő                                                         | Esgrima            | Florete ind. F                   |
| Paula Marosi Katalin Juhász Judit Ágoston Lídia Dömölky Ildikó Rejtő | Esgrima            | Florete por eqs. F               |
| Equipo                                                               | Fútbol             | Torneo M                         |
| Imre Polyák                                                          | Lucha grecorromana | 63 kg M                          |
| István Kozma                                                         | Lucha grecorromana | +97 kg M                         |
| Ferenc Török                                                         | Pentatlón moderno  | Individual M                     |
| László Hammerl                                                       | Tiro               | Rifle en posición tendida 50 m M |
| Equipo                                                               | Waterpolo          | Torneo M                         |
| Plata                                                                |                    |                                  |
| Gyula Zsivótzky                                                      | Atletismo          | Martillo M                       |
| Gergely Kulcsár                                                      | Atletismo          | Jabalina M                       |
| Márta Rudas                                                          | Atletismo          | Jabalina F                       |
| Katalin Makray                                                       | Gimnasia artística | Asimétricas F                    |
| Imre Földi                                                           | Halterofilia       | 56 kg M                          |
| Géza Tóth                                                            | Halterofilia       | 82,5 kg M                        |
| Mihály Hesz                                                          | Piragüismo         | K1 1000 m M                      |
| Bronce                                                               |                    |                                  |
| Vilmos Varju                                                         | Atletismo          | Peso M                           |
| Anikó Ducza                                                          | Gimnasia artística | Suelo F                          |
| Győző Veres                                                          | Halterofilia       | 82,5 kg M                        |
| Imre Nagy Ferenc Török Ottó Török                                    | Pentatlón moderno  | Equipo M                         |
| László Hammerl                                                       | Tiro               | Rifle en tres posiciones 50 m M  |